# Neohodgsonia
Neohodgsonia là chi rêu duy nhất trong họ Neohodgsoniaceae. Họ này cũng là duy nhất trong bộ Neohodgsoniales.
Chi này trước đây xếp trong họ Marchantiaceae.

## Các loài
- Neohodgsonia mirabilis (Persson, 1954) (đồng nghĩa: Hodgsonia mirabilis Persson, 1953)